# Best E.P Selection of TOKIO
『Best E.P Selection of TOKIO』（ベスト イーピー セレクション オブ トキオ）は、1996年8月26日にSony Recordsよりリリースされた、TOKIOの初のベスト・アルバム。

## 概要
TOKIOにとって初となるベストアルバム。メジャーデビュー2周年を迎え、3年目に突入する9月を前にひとつの区切りとしてリリースされた。
1994年9月のデビュー以来、2年間にリリースしたシングルは9枚、アルバム4枚（リミックス含む）とほぼ2ヶ月サイクルでリリースを続けたそれまでの作品から楽曲を13曲選出して収録。シングル曲は、デビュー曲の『LOVE YOU ONLY』をはじめ、20万枚前後の売上を記録したものが中心となっている。
シングル6曲は収録に際して一部演奏の差し替え、冒頭のサビカットといった構成変更、音のバランスの変更などのリミックスが施されている。「好きさ 〜Ticket To LOVE〜」に関してはタイトルがサブタイトルのみに変更された。アルバムからは3曲収録。

## 批評
| 専門評論家によるレビュー | 専門評論家によるレビュー |
| レビュー・スコア         | レビュー・スコア         |
| 出典                     | 評価                     |
| ------------------------ | ------------------------ |
| CDジャーナル             | 肯定的                   |

CDジャーナルは、「初のベストに当たるこのアルバムにも、SMAP以上に自然体でV6よりはるかに骨っぽい、ジャニーズ系には得難い魅力があふれている。城島くんのカラフルなギター・プレイにも注目。」と肯定的に評価している。

## 収録曲
※曲の詳細はそのページを参照。
| #         | タイトル                                              | 作詞                        | 作曲           | 編曲      | 時間  |
| --------- | ----------------------------------------------------- | --------------------------- | -------------- | --------- | ----- |
| 1.        | 「風になって 〜Studio Live Mix〜」                    | 工藤哲雄                    | 白井良明       | 白井良明  | 4:07  |
| 2.        | 「Ticket To Love 〜Gimme Gimme Mix〜」                | 工藤哲雄                    | 都志見隆       | 白井良明  | 3:57  |
| 3.        | 「うわさのキッス 〜Brighter Mix〜」                   | 工藤哲雄                    | 都志見隆       | 白井良明  | 3:29  |
| 4.        | 「SoKoナシLOVE 〜New Sokonashi Mix〜」                | 工藤哲雄                    | 都志見隆       | 白井良明  | 3:55  |
| 5.        | 「サヨナラからとり戻せ」                              | 工藤哲雄                    | 塙一郎         | 白井良明  | 5:02  |
| 6.        | 「Magic Channel 〜Special Mix〜」                     | ナガハタゼンジ & 山田ひろし | ナガハタゼンジ | 西脇辰弥  | 4:13  |
| 7.        | 「未来派センス」                                      | 朝水彼方                    | 西脇辰弥       | 西脇辰弥  | 3:39  |
| 8.        | 「Zettai!」                                           | 朝水彼方                    | 西脇辰弥       | 西脇辰弥  | 4:16  |
| 9.        | 「時代をよろしく!」                                   | 城島茂 & 山田ひろし         | 西脇辰弥       | 西脇辰弥  | 3:57  |
| 10.       | 「明日の君を守りたい」                                | 工藤哲雄                    | 都志見隆       | 白井良明  | 5:29  |
| 11.       | 「ハートを磨くっきゃない」                            | 芹沢類                      | 芹澤廣明       | 白井良明  | 3:56  |
| 12.       | 「LOVE YOU ONLY」                                     | 工藤哲雄                    | 都志見隆       | 西脇辰弥  | 3:55  |
| 13.       | 「ありがとう…勇気 〜Hyper Energy Mix〜」(Bonus Track) | 赤坂泰彦                    | 久保田利伸     | 土屋学    | 4:32  |
| 合計時間: | 合計時間:                                             | 合計時間:                   | 合計時間:      | 合計時間: | 54:27 |

## 楽曲解説
1. 風になって 〜Studio Live Mix〜
  - 7thシングル。スタジオライブ風のリミックスが施されている
2. Ticket To Love 〜Gimme Gimme Mix〜
  - 6thシングル「好きさ 〜Ticket To LOVE〜」をサブタイトルのみに改題してのリミックス。サビで"好きさ"と歌われていた箇所も"Ticket To Love"に差し替えられている。
3. うわさのキッス 〜Brighter Mix〜
  - 3rdシングルのリミックスバージョン
4. SoKoナシLOVE 〜New Sokonashi Mix〜
  - 5thシングルのリミックスバージョン
5. サヨナラからとり戻せ
  - 3rdアルバム「BLOWING」収録曲
6. Magic Channel 〜Special Mix〜
  - 8thシングルのリミックスバージョン
7. 未来派センス
  - 2ndアルバム「Bad Boys Bound 〜TOKIO II〜」収録曲
8. Zettai!
  - 3rdアルバム収録曲
9. 時代をよろしく!
  - 1stシングル「LOVE YOU ONLY」カップリング
10. 明日の君を守りたい
  - 2ndシングル
  - 1stアルバム「TOKIO」収録曲のシングルバージョン
11. ハートを磨くっきゃない
  - 4thシングル
12. LOVE YOU ONLY
  - 1stシングル
13. ありがとう…勇気 〜Hyper Energy Mix〜
  - 9thシングルのリミックスバージョン。バンドサウンドだったドラムが打ち込みに変更されている。

Bonus Trackとして収録。

## 参加ミュージシャン

### TOKIO
- Guitar, Vocal：城島茂
- Bass, Vocal：山口達也
- Keyboards, Vocal：国分太一
- Drums, Vocal：松岡昌宏
- Vocal：長瀬智也